# بافل لونداك
بافل لونداك (14 مايو 1980 إستونيا - ) هو لاعب كرة قدم إستوني، يلعب كحارس مرمى.

## وصلات خارجية
بافل لونداك على موقع اتحاد إستونيا (الإنجليزية)
- بافل لونداك على موقع اتحاد تركيا (لاعب) (الإنجليزية)
- بافل لونداك على موقع قاعدة بيانات كرة القدم.إي يو (الإنجليزية)
- بافل لونداك على موقع ناشيونال فوتبول تيمز (الإنجليزية)
- بافل لونداك على موقع Soccerway.com (الإنجليزية)